# Primetime Creative Arts Emmy Awards 2013
La cerimonia della 65ª edizione dei Primetime Creative Arts Emmy Awards (65th Primetime Creative Arts Emmy Awards) si è tenuta il 15 settembre 2013 presso il Nokia Theatre di Los Angeles.
Gli highlights della cerimonia sono trasmessi negli Stati Uniti dal canale FXX il 21 settembre, la vigilia della cerimonia della 65ª edizione dei Primetime Emmy Awards.
Tra gli artisti chiamati ad esibirsi e/o ad annunciare i vincitori si sono alternati: Heidi Klum; Tim Gunn e Jon Murray; Joel Mchale e Dan Harmon; Margo Martindale; Mark Burnett e Roma Downey; Scott Bakula e Jerry Weintraub; Nolan Gould; Mark Cuban; Daymond John; Kevin O'Leary; Lori Greiner e Robert Herjavec; Cobie Smulders e Pamela Fryman; Joelle Carter e Graham Yost; Yeardley Smith; Gilbert Gottfried; Chris Parnell; Robert Smigel; Mckenzie Westmore; Jamie Hyneman e Adam Savage; Linda Cardellini, Rupert Friend, Katharine McPhee, Rickey Minor; Matthew Weiner; e Neil Patrick Harris.
Le candidature erano state annunciate il 18 luglio 2013.

## Primetime Creative Arts Emmy Awards
Segue la lista completa delle categorie con i rispettivi candidati. I vincitori sono indicati in grassetto in cima all'elenco di ciascuna categoria.

### Programmi televisivi

#### Miglior programma d'animazione
- South Park, per l'episodio Raising The Bar
  - Bob's Burgers, per l'episodio O.T.: The Outside Toilet
  - Kung Fu Panda - Mitiche avventure, per l'episodio Enter The Dragon
  - Regular Show, per l'episodio The Christmas Special
  - I Simpson, per l'episodio La paura fa novanta XXIII

#### Miglior programma per bambini
- Nick News with Linda Ellerbee
  - Buona fortuna Charlie (Good Luck Charlie)
  - iCarly
  - The Weight of The Nation for Kids: Quiz Ed!
  - A YoungArts Masterclass

#### Miglior reality
- Undercover Boss
  - Antiques Roadshow
  - Deadliest Catch
  - Diners, Drive-Ins And Dives
  - MythBusters
  - Shark Tank

#### Miglior documentario o programma non-fiction
- American Masters
  - The Abolitionists (American Experience)
  - The Men Who Built America
  - Through The Wormhole with Morgan Freeman
  - Vice

#### Miglior speciale
- Tony Award 2012
  - Cerimonia di apertura dei Giochi della XXX Olimpiade
  - Golden Globe 2013
  - Premi Oscar 2013
  - Rodgers & Hammerstein's Carousel (Live from Lincoln Center)

#### Miglior speciale varietà
- Kennedy Center Honors 2012
  - Louis C.K.: Oh My God
  - Mel Brooks Strikes Back!
  - Saturday Night Live: Weekend Update Thursday
  - 12-12-12: The Concert for Sandy Relief

#### Miglior speciale documentario o non-fiction
- Manhunt: The Inside Story of the Hunt for Bin Laden
  - All The President's Men Revisited
  - Crossfire Hurricane
  - Death and the Civil War
  - Ethel

#### Miglior programma o speciale informativo
- Anthony Bourdain: Parts Unknown
- Inside the Actors Studio
  - Brain Games
  - Oprah's Master Class
  - Stand Up to Cancer

#### Miglior corto live-action
- Childrens Hospital di Cartoon Network
  - 30 Rock: The Webisodes di NBC.com
  - Between Two Ferns di FunnyOrDie.com
  - Burning Love di Yahoo.com
  - The Daily Show Correspondents Explain di TheDailyShow.com
  - Spettacolo di Beyoncé durante l'intervallo del Super Bowl XLVII

#### Miglior corto non-fiction
- Remembering 9/11 di History.com
  - 30 Rock: The Final Season di NBC.com
  - Comedians In Cars Getting Coffee di Crackle.com
  - Jay Leno's Garage di JayLenosGarage.com
  - The Office: The Farewells di NBC.com
  - Top Chef: Last Chance Kitchen di BravoTV.com

#### Miglior corto animato
- Croissant de Triomphe di Topolino
  - A Bunch of Full Grown Geese di Regular Show
  - Clarence di CartoonNetwork.com
  - Robot Chicken's ATM Christmas Special di Robot Chicken
  - Simon & Marcy di Adventure Time

### Recitazione, doppiaggio e conduzione televisiva

#### Miglior attore guest star in una serie tv drammatica
- Dan Bucatinsky, per aver interpretato James Novack in Scandal
  - Rupert Friend, per aver interpretato Peter Quinn in Homeland - Caccia alla spia
  - Harry Hamlin, per aver interpretato Jim Cutler in Mad Men
  - Michael J. Fox, per aver interpretato Louis Canning in The Good Wife
  - Nathan Lane, per aver interpretato Clarke Hayden in The Good Wife
  - Robert Morse, per aver interpretato Bertram Cooper in Mad Men

#### Miglior attrice guest star in una serie tv drammatica
- Carrie Preston, per aver interpretato Elsbeth Tascioni in The Good Wife
  - Linda Cardellini, per aver interpretato Sylvia Rosen in Mad Men
  - Joan Cusack, per aver interpretato Sheila Jackson in Shameless
  - Jane Fonda, per aver interpretato Leona Lansing in The Newsroom
  - Margo Martindale, per aver interpretato Claudia in The Americans
  - Diana Rigg, per aver interpretato Olenna Tyrell ne Il Trono di Spade

#### Miglior attore guest star in una serie tv commedia
- Bob Newhart, per aver interpretato Arthur Jeffries (prof. Proton) in The Big Bang Theory
  - Bobby Cannavale, per aver interpretato Mike Cruz in Nurse Jackie - Terapia d'urto
  - Louis C.K., per aver partecipato ad una puntata del Saturday Night Live
  - Will Forte, per aver interpretato Paul in 30 Rock
  - Nathan Lane, per aver interpretato Pepper Saltzman in Modern Family
  - Justin Timberlake, per aver partecipato ad una puntata del Saturday Night Live

#### Miglior attrice guest star in una serie tv commedia
- Melissa Leo, per aver interpretato Laurie in Louie
  - Dot-Marie Jones, per aver interpretato Shannon Beiste in Glee
  - Melissa McCarthy, per aver partecipato ad una puntata del Saturday Night Live
  - Molly Shannon, per aver interpretato Eileen Foliente in Enlightened
  - Kristen Wiig, per aver partecipato ad una puntata del Saturday Night Live
  - Elaine Stritch, per aver interpretato Colleen Donaghy in 30 Rock

#### Miglior doppiatore
- Lily Tomlin, per aver narrato An Apology to Elephants
  - Bob Bergen, per aver doppiato Porky Pig in The Looney Tunes Show
  - Alex Borstein, per aver doppiato Lois Griffin e Tricia Takanawa in I Griffin (Family Guy)
  - Sam Elliott, per aver narrato l'episodio Hurtled from a Helicopter Into a Speeding Train di Robot Chicken
  - Seth Green, per aver doppiato vari personaggi di Robot Chicken
  - Seth MacFarlane, per aver doppiato Brian Griffin, Stewie Griffin e Peter Griffin in I Griffin

#### Miglior presentatore di un reality
- Heidi Klum e Tim Gunn – Project Runway
  - Tom Bergeron – Dancing with the Stars
  - Anthony Bourdain – The Taste
  - Cat Deeley – So You Think You Can Dance
  - Ryan Seacrest – American Idol
  - Betty White – Betty White's Off Their Rockers

### Acconciature

#### Migliori acconciature per una serie single-camera
- Francesca Paris, Lisa Dellechiaie e Sarah Stamp, per l'episodio Resolution di Boardwalk Empire - L'impero del crimine
  - Kevin Alexander, Candice Banks, Rosalia Culora, Gary Machin e Dana Kalder, per l'episodio I Secondi Figli de Il Trono di Spade
  - Stefano Ceccarelli, Claudia Catini, Sevlene Roddy e Judit Halasz, per l'episodio The Wolf and the Lamb de I Borgia
  - Theresa Rivers, Arturo Rojas, David Blair e Jules Holdren, per l'episodio The Doorway di Mad Men
  - Magi Vaughan e Vanya Pell, per l'episodio 3x04 di Downton Abbey

#### Migliori acconciature per una serie multi-camera o speciale
- Bettie O. Rogers, Jodi Mancuso, Inga Thrasher, Jennifer Serio Stauffer e Cara Hannah Sullivan, per la puntata con Jennifer Lawrence del Saturday Night Live
  - Mary Guerrero, Kimi Messina, Jennifer Mazursky, Sean Smith, Cyndra Dunn e Gail Ryan, per la puntata 16x08 di Dancing with the Stars
  - Shawn Finch, Jerilynn Stephens, Renee DiPinto Ferruggia, Cheryl Marks, Cory Hill e Kathleen Leonard, per The Live Shows (Part 1) di The Voice
  - Anthony Wilson, Barbara Cantu, Hairstylist, Maria Valdivia, Cynthia Romo, Luke O'Connor, per i premi Oscar 2013
  - Faye R. Woods, Sylvia Surdu e Louise Dowling, per l'episodio La spedizione di Bakersfield di The Big Bang Theory

#### Migliori acconciature per una miniserie o film
- Marie Larkin, Yvette Stone, Kerrie Smith e Kay Georgiou, per Dietro i candelabri (Behind the Candelabra)
  - Beatrice Marie De Alba, LeeAnn Brittenham e Richard De Alba, per Liz & Dick
  - Stanley Steve Hall, Cydney Cornell e Michael Kriston, per Phil Spector
  - Monte C. Haught, Natalie Driscoll, Janis Clark, Michelle Ceglia e Stacey K. Black, per American Horror Story: Asylum
  - Susan Lipson e Deena Adair, per Ring of Fire
  - Mary Ann Valdes, Nancy Stimac e Qodi Armstrong per Political Animals

### Casting

#### Miglior casting per una serie commedia
- Jennifer McNamara-Shroff, per 30 Rock
  - Jennifer Euston, per Girls
  - Jeff Greenberg, per Modern Family
  - Allison Jones, per Veep
  - Julie Tucker e Ross Meyerson, per Nurse Jackie - Terapia d'urto

#### Miglior casting per una serie drammatica
- Laray Mayfield e Julie Schubert, per House of Cards
  - Nina Gold e Robert Sterne, per Il Trono di Spade
  - Judy Henderson, Craig Fincannon e Lisa Mae Fincannon, per Homeland - Caccia alla spia
  - Mark Saks, per The Good Wife
  - Jill Trevellick, per Downton Abbey

#### Miglior casting per una miniserie, film o speciale
- Carmen Cuba, per Dietro i candelabri (Behind the Candelabra)
  - Eric Dawson e Robert Ulrich, per American Horror Story: Asylum
  - Kirsty McGregor e Tina Cleary, per Top of the Lake
  - David Rubín e Diane Heery, per Political Animals
  - Jill Trevellick, per The Hour

### Colonna sonora

#### Miglior composizione musicale per una serie tv
- John Lunn, per l'episodio 3x06 di Downton Abbey
  - Jeff Beal, per l'episodio pilota di House of Cards
  - Robert Duncan, per l'episodio Il capitano di Last Resort
  - Charlie Mole, per l'episodio pilota di Mr Selfridge
  - Trevor Morris, per l'episodio The Prince de I Borgia
  - David Schwartz, per l'episodio Flight of the Phoenix di Arrested Development - Ti presento i miei

#### Miglior composizione musicale per una miniserie, film o speciale
- Mychael Danna, per la puntata Medieval Life and Death di Mondo senza fine (World Without End)
  - Lorne David Balfe, per la seconda puntata di Restless
  - Dirk Brossé, per la quinta puntata di Parade's End
  - Ivor Guest e Robert Logan, per Mea Maxima Culpa: Silence in the House of God
  - Philip Miller, per The Girl - La diva di Hitchcock
  - Anton Sanko, per Ring of Fire

#### Miglior direzione musicale
- Elliot Lawrence, per i Tony Award 2012
  - Rob Berman e Rob Mathes, per i Kennedy Center Honors 2012
  - Rob Fisher, per Rodgers & Hammerstein's Carousel (Live from Lincoln Center)
  - William Ross, per i premi Oscar 2013
  - Ian Fraser, per Christmas in Washington

#### Migliori musiche e testi originali
- Adam Schlesinger e David Javerbaum, per il brano If I Had Time, usato nella cerimonia dei Tony Award 2012
  - Sarah Jane Buxton e Kate York, per il brano Nothing in This World Will Ever Break My Heart Again, contenuto nell'episodio I'll Never Get Out of This World Alive di Nashville
  - Andrew McMahon, per il brano I Hear Your Voice in a Dream, contenuto nell'episodio Il vero leader di Smash
  - Alan Menken e Glenn Slater, per il brano More or Less the Kind of Thing You May or May Not Possibly See on Broadway, contenuto nell'episodio Sing Like a Larry Bird di Vicini del terzo tipo
  - Jeff Richmond, Tina Fey e Tracey Wigfield, per il brano Rural Juror, contenuto negli episodi Hogcock! e Last Lunch di 30 Rock
  - Marc Shaiman e Scott Wittman, per il brano Hang the Moon, contenuto nell'episodio Genitori di Smash

#### Miglior tema musicale originale di una sigla
- Bear McCreary, per la sigla di Da Vinci's Demons
  - Nathan W. Barr, per la sigla di The Americans
  - Nathan W. Barr, per la sigla di Hemlock Grove
  - Jeff Beal, per la sigla di House of Cards
  - Sean P. Callery, per la sigla di Elementary
  - Brian A. Keane, per la sigla di Copper

### Costumi

#### Migliori costumi per una serie tv
- Gabriella Pescucci, Uliva Pizzetti e Gabor Homonnay, per l'episodio The Gunpowder Plot de I Borgia
  - Eduardo Castro e Monique McRae, per l'episodio Regina di cuori di C'era una volta (Once Upon a Time)
  - Michele Clapton, Alexander Fordham e Chloe Aubry, per l'episodio Il cammino del supplizio de Il Trono di Spade
  - John Dunn (costumista), Lisa Padovani e Maria Zamansky, per l'episodio Resolution di Boardwalk Empire - L'impero del crimine
  - Caroline McCall e Dulcie Scott, per l'episodio 3x04 di Downton Abbey

#### Migliori costumi per una miniserie, film o speciale
- Ellen Mirojnick e Robert Q. Mathews, per Dietro i candelabri (Behind the Candelabra)
  - Diana Cilliers e Melissa Moritz, per The Girl - La diva di Hitchcock
  - Lou Eyrich e Marcy Lavender, per l'episodio La fine dei giochi di American Horror Story: Asylum
  - Amy Andrews Harrell e Renee Jones, per Killing Lincoln
  - Debra McGuire e Lorraine Calvert, per Phil Spector
  - Sheena Napier e Jenna McGranaghan, per la terza puntata di Parade's End

### Direzione artistica

#### Miglior direzione artistica per una serie multi-camera
- John Janavs, Robert Frye e Heidi Miller, per la puntata 3x20 di MasterChef
  - Stephan G. Olson e Susan Eschelbach, per gli episodi Farhampton, P.S. I Love You e The Final Page (Part 2) di How I Met Your Mother
  - Glenda Rovello e Amy Feldman, per gli episodi And the Bear Truth, And Not-So Sweet Charity e And the Silent Partner di 2 Broke Girls
  - John Shaffner, Francoise Cherry-Cohen e Ann Shea, per gli episodi La variabile dell'appuntamento, La spedizione di Bakersfield e The Love Spell Potential di The Big Bang Theory
  - John Shaffner, Francoise Cherry-Cohen e Ann Shea, per gli episodi Avoid the Chinese Mustard, Grab a Feather and Get in Line e My Bodacious Vidalia di Due uomini e mezzo

#### Miglior direzione artistica per una serie single-camera
- Bill Groom, Adam Scher e Carol Silverman, per gli episodi Sunday Best, Two Imposters e Margate Sands di Boardwalk Empire - L'impero del crimine
  - Jonathan McKinstry, Adam O'Neill e Judit Varga, per l'episodio Siblings de I Borgia
  - Donal Woods, Mark Kebby e Gina Cromwell, per l'episodio 3x07 di Downton Abbey
  - Gemma Jackson, Andy Thomson e Robert Cameron, per gli episodi Valar Dohaeris e Baciata dal fuoco de Il Trono di Spade
  - Suzuki Ingerslev, Cat Smith e Ron V. Franco, per gli episodi Negoziazioni, Tracce del passato e Caccia alle fate di True Blood

#### Miglior direzione artistica per una miniserie o film
- Howard Cummings, Patrick M. Sullivan Jr. e Barbara Munch Cameron, per Dietro i candelabri (Behind the Candelabra)
  - Mark Worthington, Edward L. Rubin e Ellen Brill, per l'episodio Benvenuti a Briarcliff di American Horror Story: Asylum
  - Mark Worthington, Edward L. Rubin e Ellen Brill, per l'episodio Io sono Anna Frank (2ª parte) di American Horror Story: Asylum
  - Patrizia Von Brandenstein, Fredda Slavin e Diane Lederman, per Phil Spector
  - Guy Barnes, Rosario Provenza e Wendy Ozols-Barnes, per SEAL Team Six: The Raid on Osama Bin Laden

#### Miglior direzione artistica per un programma varietà o non-fiction
- Mark Tildesley, Suttirat Anne Larlarb e Danny Boyle, per la cerimonia di apertura dei Giochi della XXX Olimpiade
- Eugene Lee, Akira Yoshimura e Keith Ian Raywood, per le puntate del Saturday Night Live con Justin Timberlake, Martin Short e Ben Affleck
  - James Yarnell, David Edwards e Jason Howard, per le puntate 16x08 e 16x10 di Dancing with The Stars
  - Derek McLane e Joe Celli, per i premi Oscar 2013
  - Anton Goss, James Pearse Connelly e Zeya Maurer per The Voice

### Effetti visivi

#### Migliori effetti speciali visivi
- Joe Bauer, Jörn Grosshans, Doug Campbell, Steve Kullback, Stuart Brisdon, Sven Martin, Jabbar Raisani, Tobias Mannewitz e Adam Chazen, per l'episodio Valar Dohaeris de Il Trono di Spade
  - David Altenau, Tim Jacobsen, Tiffany Smith, Matt Von Brock, Aldo Ruggiero, Bruce Coy, Ignacio Garceron, Jason Fotter e Brian Williams, per l'episodio Il capitano di Last Resort
  - Gary Hutzel, Michael Gibson, David Takemura Sr., Doug Drexler, Davey Morton, Kyle Toucher, Derek Ledbetter e Heather McAuliff e Jesse Siglow, per Battlestar Galactica: Blood & Chrome
  - Gary Hutzel, Michael Gibson, Doug Drexler, Davey Morton, Neal Sopata, Kyle Toucher, Sean Jackson, Douglas Graves e Derek Ledbetter, per l'episodio pilota di Defiance
  - Chris Jones, Jon Massey, Sean Joseph Tompkins, Sallyanne Massimini, Michael Kirylo, Jacob Long, Chris Barsamian, Colin Feist e Kyle Spiker, per l'episodio Children of the Night di Hemlock Grove
  - Andrew Orloff, Curt Miller, Suzanne MacLennan, Leah Garner, Dan Keeler, Julian Fitzpatrick, James Hattin, Dylan Yastremski e Graeme Baitz, per l'episodio Mondi diversi di Falling Skies

#### Migliori effetti speciali visivi di supporto
- Armen V. Kevorkian, Mark E. Skowronski, Jane Sharvina, Rick Ramirez, Jeremy Jozwik, Mike Oakley, Nick Sinnott, Gevork Babityan, Andranik Taranyan, per l'episodio pilota di Banshee
  - Dennis Berardi, Julian Parry, Bill Halliday, Wilson Cameron, Dominic Remane, Jim Maxwell, Ovidiu Cinazan, Maria Gordon e Mike Borrett, per l'episodio Dispossessed di Vikings
  - Kevin Blank, Simon Frame, Shalena Oxley-Butler, Jonathan Hodgson, Oliver Arnold, Davey Jones, Oliver Zangenberg, Ante Dekovic e Matt Conway, per l'episodio Gli amanti di Da Vinci's Demons
  - Lesley Robson-Foster, Paul Graff, John Bair, Steve Kirshoff, Parker Chehak, Aaron Raff, Tim Van Horn, Gregory S. Scribner, Brian Sales, per l'episodio The Pony di Boardwalk Empire - L'impero del crimine
  - Jay Worth, Mark Stetson, Elizabeth Castro, Eric Chauvin, Johnny R. Banta, John Lindstein, Colin Feist, Alfredo Tognetti e Christopher Jason Lance, per l'episodio Blackout di Revolution
  - Wojciech Zielinski, JP Giamos, Gabor Kiszelly, James Chretien, Ahmed Shehata, Chris Ankli, Jordan Nieuwland, Adrian Sutherland e Amanda Lynn Hollingworth, per l'episodio The Prince de I Borgia

### Fotografia

#### Miglior fotografia per una serie multi-camera
- Christian La Fountaine, per l'episodio The Final Page (Part 2) di How I Met Your Mother
  - Gary Baum, per l'episodio Il compleanno di Molly di Mike & Molly
  - Christian La Fountaine, per l'episodio And the Psychic Shakedown di 2 Broke Girls
  - George Mooradian, per l'episodio Pirates of the Care of Eden di The Exes
  - Steven V. Silver, per l'episodio Grab a Feather and Get in Line di Due uomini e mezzo

#### Miglior fotografia per una serie single-camera
- Eigil Bryld, per l'episodio pilota di House of Cards
  - Bill Coleman, per l'episodio Margate Sands di Boardwalk Empire - L'impero del crimine
  - Nelson Cragg, per l'episodio Ritorno a Beirut di Homeland - Caccia alla spia
  - Chris Manley, per l'episodio The Doorway di Mad Men
  - Rob McLachlan, per l'episodio Mhysa de Il Trono di Spade
  - Michael Slovis, per l'episodio Volare alto di Breaking Bad

#### Miglior fotografia per una miniserie o film
- Adam Arkapaw, per la prima puntata di Top of the Lake
  - Peter Andrews, per Dietro i candelabri (Behind the Candelabra)
  - Mike Eley, per la quinta puntata di Parade's End
  - Michael Goi, per l'episodio Io sono Anna Frank (2ª parte) di American Horror Story: Asylum
  - John Pardue, per The Girl

#### Miglior fotografia per un programma non-fiction
- Todd Liebler, Zach Zamboni e Morgan Fallon per Anthony Bourdain: Parts Unknown
  - Frank-Peter Lehmann e Erich Roland, per Manhunt: The Inside Story of the Hunt for Bin Laden
  - Richard V. Lopez, per The Men Who Built America
  - Buddy Squires, per Ethel
  - Lisa Rinzler, per Mea Maxima Culpa: Silence in the House of God

#### Miglior fotografia per un reality
- Fotografi di Deadliest Catch, per la puntata Mutiny on the Bering Sea
  - Ari Boles, per la puntata Glacial Gourmand di Top Chef
  - Gustavo Dominguez, per la puntata A Times Square Anniversary Party di Project Runway
  - Fotografi di The Amazing Race, per la puntata Be Safe and Don't Hit a Cow
  - Fotografi di Survivor, per la puntata Create a Little Chaos

### Illuminazione

#### Miglior illuminazione per un varietà
- Oscar Dominguez, Daniel Boland, Samuel Barker e Craig Housenick, per le Live Final Performances di The Voice
  - Robert Barnhart, Matt Firestone, Patrick Boozer e Pete Radice, per il finale di stagione di So You Think You Can Dance
  - Kieran Healy e Joshua Hutchings, per la puntata Finale di American Idol
  - Phil Hymes, Geoff Amoral e Rick McGuinness, per la puntata con Martin Short del Saturday Night Live
  - Simon Miles, Matthew Cotter e Suzanne Sotelo, per la puntata 16x05 di Dancing with the Stars

#### Miglior illuminazione per uno speciale varietà
- Al Gurdon, Robert Barnhart, Dave Grill e Michael Owen, per lo spettacolo di Beyoncé durante l'intervallo del Super Bowl XLVII
  - Robert Barnhart e David Grillper, per Andrea Bocelli: Love in Portofino
  - Allen Branton, Kevin Lawson e Felix Peralta, per la 2013 Rock and Roll Hall of Fame Induction Ceremony
  - Robert A. Dickinson, Jon Kusner, Travis Hagenbuch e Harrison Lippman, per i Grammy Awards 2013
  - Robert A. Dickinson, Robert Barnhart, Jon Kusner e Andy O'Reilly, per i premi Oscar 2013
  - Patrick Woodroffe, Adam Bassett, Al Gurdon e Tim Routledge, per la cerimonia di apertura dei Giochi della XXX Olimpiade

### Montaggio

#### Montaggio video

##### Miglior montaggio video per una serie drammatica single-camera
- Kelley Dixon, per l'episodio Volare alto di Breaking Bad
  - Kirk Baxter, per l'episodio pilota di House of Cards
  - Chris Figler, per l'episodio The Collaborators di Mad Men
  - Skip MacDonald, per l'episodio Rapina al treno di Breaking Bad
  - Oral Ottey, per l'episodio Le piogge di Castamere de Il Trono di Spade

##### Miglior montaggio video per una serie commedia single-camera
- David Rogers e Claire Scanlon, per l'episodio Finale di The Office
  - Kabir Akhtar e AJ Dickerson, per l'episodio Flight of the Phoenix di Arrested Development - Ti presento i miei
  - Ryan Case, per l'episodio Gelosia di Modern Family
  - Susan E. Morse, per l'episodio Daddy's Girlfriend (Part 2) di Louie
  - Meg Reticker e Ken Eluto, per gli episodi Hogcock! e Last Lunch di 30 Rock

##### Miglior montaggio video per una serie commedia multi-camera
- Sue Federman, per l'episodio P.S. I Love You di How I Met Your Mother
  - Christein Aromando e Andrew Matheson, per la puntata 9x82 di The Colbert Report
  - Rob Ashe, Dan Dome, Dave Grecu e Chris Heller, per la puntata Occupy Conan di Conan
  - Peter Chakos, per l'episodio The Love Spell Potential di The Big Bang Theory
  - Ronald A. Volk, per l'episodio Magic Diet Candy di Hot in Cleveland

##### Miglior montaggio video per una miniserie o film single-camera
- Mary Ann Bernard, per Dietro i candelabri (Behind the Candelabra)
  - Fabienne Bouville, per l'episodio Notte di tempesta di American Horror Story: Asylum
  - Alexandre de Franceschi e Scott Gray, per la quinta puntata di Top of the Lake
  - Steve Polivka, per Killing Lincoln
  - Barbara Tulliver, per Phil Spector

##### Miglior montaggio video per corti e speciali varietà
- Einar Westerlund, per Australia & Gun Control's Aftermath (Part 3) di The Daily Show with Jon Stewart
  - Jason Baker, per CGI University di The Colbert Report
  - Louis C.K., per Louis C.K.: Oh My God
  - Sascha Dhillon, per il segmento Happy & Glorious della cerimonia di apertura dei Giochi della XXX Olimpiade
  - Adam Epstein, per il segmento Lincoln nella puntata con Louis C.K. del Saturday Night Live

##### Miglior montaggio video per un programma non-fiction
- Sloane Klevin, per Mea Maxima Culpa: Silence in the House of God
  - Asako Ushio e Robert Trachtenberg, per la puntata Mel Brooks: Make a Noise di American Masters
  - Conor O'Neill e Stuart Levy, per Crossfire Hurricane
  - Azin Samari, per Ethel
  - Chris A. Peterson, per Richard Pryor: Omit the Logic

##### Miglior montaggio video per un reality
- Montatori di Deadliest Catch, per la puntata Mutiny on the Bering Sea
  - Montatori di The Amazing Race, per la puntata Be Safe and Don't Hit a Cow
  - Montatori di Project Runway, per la puntata A Times Square Anniversary Party
  - Montatori di Project Runway, per la puntata Europe, Here We Come
  - Montatori di Survivor, per la puntata Zipping Over The Cuckoo's Nest

#### Montaggio audio

##### Miglior montaggio audio per una serie tv
- Montatori di Boardwalk Empire - L'impero del crimine, per l'episodio The Milkmaid's Lot
  - Montatori di Breaking Bad, per l'episodio Rapina al treno
  - Montatori de Il Trono di Spade, per l'episodio E ora la sua guardia si è conclusa
  - Montatori di Nikita, per l'episodio Il giorno dopo
  - Montatori di Vikings, per l'episodio Trial

##### Miglior montaggio audio per una miniserie, film o speciale
- Montatori di American Horror Story: Asylum, per l'episodio Benvenuti a Briarcliff
  - Montatori di Battlestar Galactica: Blood & Chrome
  - Montatori di La Bibbia (The Bible), per la puntata Beginnings
  - Montatori di SEAL Team Six: The Raid on Osama Bin Laden
  - Montatori di Mondo senza fine (World Without End), per la puntata Medieval Life and Death

##### Miglior montaggio audio per un programma non-fiction (single o multi-camera)
- Montatori di The Men Who Built America, per la puntata Bloody Battles
  - Montatori di The Amazing Race, per la puntata Be Safe and Don't Hit a Cow
  - Montatori di Crossfire Hurricane
  - Montatori di The Dust Bowl, per la puntata The Great Plow Up
  - Montatori di History of the Eagles
  - Montatori di Survivor, per la puntata Create a Little Chaos

#### Missaggio

##### Miglior missaggio per una serie drammatica o commedia (episodi di un'ora)
- Frank Stettner, Tom Fleischman e George A. Lara, per l'episodio The Milkmaid's Lot di Boardwalk Empire - L'impero del crimine
  - Peter Bentley, Ken Teaney e Alec St. John, per l'episodio The Flood di Mad Men
  - Darryl L. Frank, Jeffrey Perkins e Eric Justen, per l'episodio Rapina al treno di Breaking Bad
  - Ronan Hill, Onnalee Blank e Mathew Waters, per l'episodio E ora la sua guardia si è conclusa de Il Trono di Spade
  - Larry Long, Nello Torri, Alan Decker e Larold Rebhun, per l'episodio Ritorno a Beirut di Homeland - Caccia alla spia

##### Miglior missaggio per una serie drammatica o commedia (episodi di mezz'ora) e d'animazione
- Jan McLaughlin e Peter Waggoner, per l'episodio Teachable Moments di Nurse Jackie - Terapia d'urto
  - Steve Morantz, John W. Cook e Ken Kobett, per l'episodio Leslie e Ben di Parks and Recreation
  - Ben Patrick, John W. Cook e Rob Carr, per l'episodio Finale di The Office
  - Griffin Richardson e Tony Pipitone, per l'episodio Mazel Tov, Dummies! di 30 Rock
  - Stephen A. Tibbo, Brian R. Harman e Dean Okrand, per l'episodio Serata di beneficenza di Modern Family

##### Miglior missaggio per una miniserie o film
- Dennis Towns, Larry Blake e Thomas Vicari, per Dietro i candelabri (Behind the Candelabra)
  - Gary Alper, Roy Waldspurger e Michael Barry per Phil Spector
  - Rick Bal, Daniel Colman, John W. Cook II e Peter Nusbaum, per Battlestar Galactica: Blood & Chrome
  - Dan Johnson e Scott Jones, per la puntata Beginnings di La Bibbia (The Bible)
  - Sean Rush, Joe Earle, e Doug Andham, per l'episodio Benvenuti a Briarcliff di American Horror Story: Asylum

##### Miglior missaggio per un varietà o speciale
- Ingegneri dei Grammy Awards 2013
  - Ingegneri di American Idol per la puntata Finale
  - Ingegneri di The Colbert Report per la puntata 8x137
  - Ingegneri di The Daily Show with Jon Stewart per la puntata 17x153
  - Ingegneri dei premi Oscar 2013

##### Miglior missaggio per un programma non-fiction
- Tom Fleischman, Bret Johnson, Richard Davis e Elliot Scheiner, per History of the Eagles
  - Bob Bronow, per la puntata Mutiny On The Bering Sea di Deadliest Catch
  - Terry Dwyer, per la puntata Create a Little Chaos di Survivor
  - Jason W. Jennings e Steve Pederson, per Crossfire Hurricane
  - Benny Mouthon, per la puntata Myanmar di Anthony Bourdain: Parts Unknown
  - Jim Ursulak, Dean Gaveau, Jerry Chabane e Troy Smith, per la puntata Be Safe and Don't Hit a Cow di The Amazing Race

### Pubblicità

#### Miglior pubblicità commerciale
- Inspired di Canon
  - The Chase di Grey Poupon
  - Jess Time di Google Chrome
  - Jogger della Nike

### Regia

#### Miglior regia per uno speciale varietà
- Louis J. Horvitz, per i Kennedy Center Honors 2012
  - Louis C.K., per lo speciale Louis C.K.: Oh My God
  - Michael Dempsey, per il concerto benefico 12-12-12: The Concert for Sandy Relief
  - Bucky Gunts e Hamish Hamilton, per la cerimonia di apertura dei Giochi della XXX Olimpiade
  - Don Mischer, per i premi Oscar 2013

#### Miglior regia per un programma non-fiction
- Robert Trachtenberg, per la puntata Mel Brooks: Make A Noise di American Masters
  - Alex Gibney, per Mea Maxima Culpa: Silence in the House of God
  - Rory Kennedy, per Ethel
  - Michael Simon, per la puntata Live Finale and Reunion (Philippines) di Survivor
  - Glenn Weiss, per la puntata Live Finale and Reunion (Caramoan: Fans Vs. Favorites) di Survivor

### Riprese

#### Miglior direzione tecnica, operazioni di ripresa e controllo video per una serie tv
- Troupe di The Big Bang Theory, per l'episodio L'osservazione del bosone di Higgs
  - Troupe di The Daily Show with Jon Stewart, per la puntata 18x20
  - Troupe di Dancing with the Stars, per la puntata 16x10
  - Troupe di Jimmy Kimmel Live!, per la puntata numero 1.776
  - Troupe del Saturday Night Live, per la puntata con Martin Short
  - Troupe di The Voice, per la puntata delle Live Final Performances

#### Miglior direzione tecnica, operazioni di ripresa e controllo video per una miniserie, film o speciale
- Troupe dei Tony Award 2012
  - Troupe dei Kennedy Center Honors 2012
  - Troupe dei premi Oscar 2013
  - Troupe della 2013 Rock and Roll Hall of Fame Induction Ceremony
  - Troupe dello spettacolo di Beyoncé durante l'intervallo del Super Bowl XLVII

### Sceneggiatura

#### Miglior sceneggiatura per uno speciale varietà
- Louis C.K., per lo speciale Louis C.K.: Oh My God
  - Autori dei Golden Globe 2013
  - Autori dello speciale Night of Too Many Stars: America Comes Together for Autism Programs
  - Autori dello speciale Saturday Night Live: Weekend Update Thursday
  - Autori dei Tony Award 2012

#### Miglior sceneggiatura per un programma non-fiction
- Alex Gibney, per Mea Maxima Culpa: Silence in the House of God
  - Mark Bailey, per Ethel
  - Anthony Bourdain, per la puntata Libya di Anthony Bourdain: Parts Unknown
  - Stephen David, Patrick Reams, David C. White, Keith Palmer e Randy Counsman, per The Men Who Built America
  - Dayton Duncan, per la puntata The Great Plow Up di The Dust Bowl

### Sigla

#### Miglior design di una sigla
- Paul McDonnell, Hugo Moss, Nathan Mckenna e Tamsin McGee, per Da Vinci's Demons
  - Simon Clowes, Benji Bakshi, Kyle Cooper e Nate Park, per Elementary
  - Kyle Cooper, Ryan Murphy, Juan Ruiz-Anchia e Kate Berry, per American Horror Story: Asylum
  - Heiko Schneck, Fabian Poss, Csaba Letay e Jan Bitzer, per Halo 4: Forward Unto Dawn
  - Michael Riley, Denny Zimmerman, Cory Shaw e Justine Gerenstein, per The Newsroom
  - Rama Allen, Audrey Davis, Ryan McKenna e Westley Sarokin, per Vikings

### Stunt

#### Miglior coordinamento stunt per una serie drammatica, miniserie o film
- Jeff Wolfe, per l'episodio Solo colpa mia di Revolution
  - Cort L. Hessler III, per l'episodio Segreti e bugie di Blue Bloods
  - Diamond Farnsworth, per l'episodio Revenge di NCIS - Unità anticrimine
  - Peewee Piemonte, per l'episodio Bleed Out di Southland

#### Miglior coordinamento stunt per una serie commedia o varietà
- Hiro Koda, per Supah Ninjas
  - Marc Scizak, per C'è sempre il sole a Philadelphia
  - Jim Sharp, per Modern Family
  - Jim Vickers, per Workaholics

### Trucco

#### Miglior trucco per una serie single-camera (non prostetico)
- Paul Engelen, Melissa Lackersteen, Daniel Lawson Johnston e Martina Byrne, per l'episodio Baciata dal fuoco de Il Trono di Spade
  - Sarah Graham, Juliana Vit e Naomi Bakstad, per l'episodio La regina cattiva di C'era una volta (Once Upon a Time)
  - Lana Horochowski, Ron Pipes, Ken Neiderbaumer, Maurine Burke e Cyndilee Rice, per l'episodio The Doorway di Mad Men
  - Enzo Mastrantonio, Katia Sisto e Federico Laurenti, per l'episodio The Gunpowder Plot de I Borgia
  - Kelley Mitchell, Jennifer Greenberg, Melissa Buell e Tanya Cookingham, per l'episodio Passioni segrete di Glee
  - Michele Paris, Steven Lawrence e Anette Lian-Williams, per l'episodio Resolution di Boardwalk Empire - L'impero del crimine

#### Miglior trucco per una serie multi-camera o speciale (non prostetico)
- Louie Zakarian, Josh Turi, Amy Tagliamonti, Daniela Zivcovic e Melanie Demitri, per la puntata con Justin Timberlake del Saturday Night Live
  - Bruce Grayson, Barbara Fonte, Patty Bunch, Farah Bunch, Ken Schoenfeld e Eryn Krueger Mekash, per i premi Oscar 2013
  - Zena Shteysel, Angela Moos, Patti Ramsey Bortoli, Barbara Fonte, Sarah Woolf e Julie Socash, per la puntata 16x03 di Dancing with the Stars
  - Jennifer L. Turchi Nigh, Megan Moore Grimes, Brian Sipe, Cheryl Calo e Renee Napolitano, per l'episodio P.S. I Love You di How I Met Your Mother
  - Scott Wheeler e Suzy Diaz, per la puntata 2x09 di Key & Peele

#### Miglior trucco per una miniserie o film (non prostetico)
- Kate Biscoe, Deborah Rutherford, Deborah Lamia Denaver, Chrissie Beveridge e Todd Kleitsch, per Dietro i candelabri (Behind the Candelabra)
  - Chris Bingham, Hildie Ginsberg e John Caglione, per Phil Spector
  - Eryn Krueger Mekash, Kim Ayers, Silvina Knight e John Elliot, per American Horror Story: Asylum
  - Eryn Krueger Mekash, Kim Ayers e Myriam Arougheti, per Liz & Dick
  - Jay Wejebe, Susan Ransom e Kim Jones, per Ring of Fire

#### Miglior trucco prostetico per una serie, miniserie, film o speciale
- Kate Biscoe, Hiroshi Yada, Jamie Kelman, Stephen Kelley, Chrissie Beveridge, Todd Kleitsch e Christien Tinsley, per Behind the Candelabra
  - Paul Engelen, Conor O'Sullivan e Rob Trenton, per l'episodio Valar Dohaeris de Il Trono di Spade
  - Eryn Krueger Mekash, Mike Mekash, Hiroshi Yada, Christopher Nelson, Kim Ayers, Silvina Knight, Christien Tinsley e Jason Hamer, per American Horror Story: Asylum
  - Greg Nicotero, Jake Garber, Andy Schoneberg, Garrett Immel, Kevin Wasner, Gino Crognale, Carey Jones e Derek Krout, per l'episodio L'inganno di The Walking Dead
  - Louie Zakarian, Josh Turi, Tom Denier Jr. e Craig Lindberg, per la puntata con Jennifer Lawrence del Saturday Night Live

### Media interattivi

#### Miglior programma interattivo
- Night of Too Many Stars: America Comes Together for Autism Programs di ComedyCentral.com
  - Bravo's Top Chef Interactive Experience di BravoTV.com
  - Game of Thrones Season Three Enhanced Digital Experience di HBO.com
  - The Homeland SHO Sync Experience di SHO.com
  - Killing Lincoln di NatGeoTV.com
  - The Team Coco Sync Multi-Screen Experience di TeamCoco.com
  - The Walking Dead Story Sync di AMCTV.com

## Governors Award
A June Foray

## Premi della giuria
I vincitori dei premi della giuria, anch'essi assegnati durante la cerimonia dei Creative Arts Emmy Awards, sono stati annunciati durante il mese di agosto 2013. Tali premi non prevedono candidature ufficiali: le opere proposte dagli addetti ai lavori vengono giudicate da una ristretta e selezionata giuria di professionisti, i quali decidono se il lavoro visionato è meritevole di un premio Emmy. Per l'assegnazione di un premio la decisione deve essere unanime.

### Miglior realizzazione individuale nell'animazione
- Andy Bialk, disegnatore, per l'episodio Siamo una famiglia di Dragons - I cavalieri di Berk
- Jenny Gase-Baker, disegnatore di sfondi, per l'episodio Croissant de Triomphe di Topolino
- Joseph Holt, direttore artistico, per l'episodio Croissant de Triomphe di Topolino
- Alberto Mielgo, direttore artistico, per l'episodio The Stranger, di Tron - La serie
- Andy Ristaino, disegnatore, per l'episodio Puhoy di Adventure Time
- Paul Wee, animatore, per l'episodio La paura fa novanta XXIII de I Simpson

### Migliori costumi per un varietà o speciale
- Sarah Beers, Rachael Leah Greene e Lisa Faibish, per la puntata Bloody Battles di The Men Who Built America
- Amanda Needham e Monika Schmidt, per la puntata Blackout di Portlandia
- Marina Toybina e Courtney Webster, per la cerimonia dei Grammy Awards 2013

### Eccezionali meriti nella produzione di documentari
- Alex Gibney, Todd Wider, Jedd Wider e Sheila Nevins, produttori di Mea Maxima Culpa: Silence in the House of God

### Miglior realizzazione creativa nell'interattività multimediale
- Sottocategoria narrazione multipiattaforma: Top Chef's Last Chance Kitchen di BravoTV.com
- Sottocategoria programma interattivo originale: The Lizzie Bennet Diaries
- Sottocategoria esperienza social: Oprah's Lifeclass di Oprah.com
- Sottocategoria esperienza utente e progettazione visiva: The Nick App di Nickelodeon